# Stan Albeck
Charles Stanley Albeck (ur. 17 maja 1931 w Chenoa, zm. 25 marca 2021) – amerykański koszykarz akademicki, a następnie trener koszykarski.

## Osiągnięcia

### Zawodnicze
NCAA
- Uczestnik rozgrywek Elite 8 turnieju NCAA (1955)
- Wicemistrz turnieju National Campus (1951)

### Trenerskie
Trener główny
- Turniej NCAA (1988)
- Mistrzostwo[2]:
  - turnieju konferencji Missouri Valley NCAA (MVC – 1988)
  - sezonu MVC (1988)
- Trener roku MVC (1988)[2]

Asystent
- Mistrz ABA (1975)